# Cai Chusheng

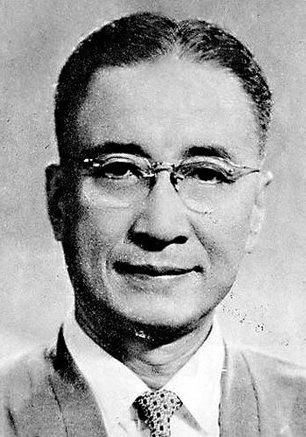
Cai Chusheng

Cai Chusheng (chinesisch 蔡楚生, Pinyin Cài Chǔshēng, Jyutping Coi3 Co2sang1; * 12. Januar 1906 in Shanghai; † 15. Juli 1968) war ein chinesischer Filmregisseur. Vor den internationalen Erfolgen der chinesischen Regisseure der fünften Generation seit Mitte der 1980er Jahre gehörte er zu den im Westen bekanntesten Filmemachern Chinas.

## Leben
Cai wurde in eine kantonesische Familie geboren. Seit seinem zwölften Lebensjahr musste er arbeiten, unter anderem als Verkäufer- und Bankerlehrling. 1927 fand er eine Anstellung in einem kleinen Shanghaier Filmstudio. Später lernte er Zheng Zhengqiu kennen und wurde von 1929 bis 1931 dessen Regieassistent bei der Filmgesellschaft Mingxing.
1931 ging Cai zur neu gegründeten Gesellschaft Lianhua und hatte im darauf folgenden Jahr sein Regiedebüt mit den Filmen Spring in the South und Pink Dream. Sein nächster Film Dawn Over the Metropolis (1933) beschäftigte sich mit Klassenkonflikten, sozialer Ungerechtigkeit und Korruption; Cai Chushengs sozialkritischer Ansatz wurde zunehmend deutlicher. Mit dem 1934 entstandenen Song of the Fishermen erlangte Cai internationale Bekanntheit. Der Film erhielt auf dem Internationalen Filmfestival Moskau 1935 einen Ehrenpreis, den ersten wichtigen internationalen Preis für einen chinesischen Film überhaupt. Cai Chusheng setzte seinen Stil bis zum Beginn des japanisch-chinesischen Kriegs 1937 fort. Zu seinen wichtigen Werken dieser Epoche gehören Xin nüxing (New Woman) (1934) – der letzte Filme mit Ruan Lingyu vor ihrem Suizid, Lost Children (1936) und The Life of Mr. Wang (1937).
Mit Kriegsbeginn ging Cai nach Hongkong, wo er die patriotischen Filme Orphan Island Paradise (1939) und Bountless Future (1940) drehte. Nach der Einnahme der Stadt durch die Japaner im Jahre 1941 zog er nach Chongqing und war für das Nationalist Central Film Studio tätig. 1945 kehrte Cai nach Shanghai zurück.
1947 drehte er dort gemeinsam mit Zheng Junli Die Wasser des Frühlingsstromes fließen nach Osten (Yi jiang chun shui xiang dong liu). Der zu den bedeutendsten chinesischen Produktionen gehörende Film wurde über drei Monate lang in ausverkauften Filmtheatern aufgeführt. Cai, der sich mittlerweile den Kommunisten angenähert hatte, reiste 1948 wieder nach Hongkong – diesmal, um der nationalistischen Polizei zu entkommen – und überwachte 1949 die Produktion von Wang Weiyis Film Tears over the Pearl River.
Nach der kommunistischen Machtübernahme 1949 übte Cai Chusheng hauptsächlich Verwaltungstätigkeiten für die Regierung aus. Er war im staatlichen Filmbüro angestellt und zeitweise dessen Vizechef. Cai war Abgeordneter der ersten drei Nationalkongresse und Vorsitzender des Gesamtchinesischen Verbandes der Filmschaffenden (All China Filmmakers' Association). 1956 wurde Cai Mitglied der Kommunistischen Partei.
Sein Filmschaffen in der Volksrepublik China beschränkt sich auf einen Film aus dem Jahr 1963 (The Waves of the Southern Sea) und die Veröffentlichung einiger Essays über Filmregie. Im Zuge der Kulturrevolution wurde Cai Chusheng verfolgt und starb 1968.